# Eyprepocnemis bhadurii
Eyprepocnemis bhadurii är en insektsart som beskrevs av Bhowmik 1965. Eyprepocnemis bhadurii ingår i släktet Eyprepocnemis och familjen gräshoppor. Inga underarter finns listade i Catalogue of Life.